# University of California, Los Angeles
Expresia engleză University of California, Los Angeles (prescurtat UCLA care se pronunță [ iu si el ei ], v. AFR) desemnează renumitul sediu (campus) al Universității din California din Los Angeles, California, SUA. Este o școală superioară cu accentul pe cercetare. Sediul se află în localitatea Westwood din zona urbană Westside, una dintre numeroasele „vecinătăți” (neighborhood) ale orașului Los Angeles propriu-zis. A fost înființat în anul 1919 drept al doilea dintre cele zece sedii ale sistemului universității de stat din California. Oferă studenților peste 300 de feluri de diplome, pe un larg domeniu de specialități. Anual se înscriu la UCLA circa 37.000 de studenți din SUA și întreaga lume.